# افسونگری
افسونگری یا جادوگری یا ساحره‌گری (به انگلیسی: Witchcraft) در معنای کلّی، به معنای هر عمل عجیبی است. افسونگری در مردم‌شناسی، دین و اسطوره‌شناسی عملی بود که جادوگر به وسیلهٔ جادو یا کارهای فراطبیعی کارهای خود را پیش می‌برد. در دوران پیشامدرن در اروپای مسیحی اعتقاد بر این بود که جادوگران با شیطان در تماس هستند و از نیروی او برای آسیب رساندن به مردم و اموالشان استفاده می‌کنند. اعتقاد بر اینکه جادوگران مضر هستند به صورت یک ایدئولوژی فرهنگی در میان مردم شایع بود. از میانهٔ سده ۲۰ میلادی، افسونگری از باورهای قدیمی متمایز و به شاخه ای از پگانیسم مدرن تبدیل شده‌است.
اعتقاد به جادوگرها باعث شد که افرادی به عنوان ساحره‌گیر به وجود بیایند که این افراد هنوز در بعضی از اقوام به خصوص در آفریقا به عنوان مثال در اقوام بانتو دیده می‌شوند.